# Mademoiselle Flore
 (mai 2025).
Françoise Flore Corvée, dite Mademoiselle Flore, est une comédienne française, née le 19 avril 1790 à Paris et morte dans la même ville le 18 mai 1853.
Actrice de vaudeville, Mademoiselle Flore joue au théâtre des Variétés pendant une grande partie de sa carrière.

## Biographie
Françoise Flore Corvée naît le 19 avril 1790 à Paris, d'un père machiniste et d'une mère habilleuse travaillant tous deux au Théâtre Montansier.  
Enfant de la balle, elle grandit dans les coulisses des théâtres parisiens où elle développe un goût pour la comédie. Après avoir joué de petits rôles d'amoureuse, elle se fait remarquer à l'âge de quinze ans par son interprétation d'une bouquetière dans Le Panorama de Momus de Désaugiers.  
Engagée au théâtre des Variétés de 1806 à 1812, elle excelle dans les rôles comiques par lesquels elle se distingue par sa gaieté et sa verve.  

## Théâtre

### Carrière au Théâtre des Variétés
- 1805 : Cadet Roussel maître d'école à Chaillot ou les Amours du petit Roussel de Sidoni : Fanfan
- 1805 : Le Turc de la rue Saint Denis ou la Fausse veuve d’Alphonse Martainville : Émilie
- 1806 : Gallet ou le Chansonnier droguiste de Moreau et Francis : Suzette
- 1807 : Diane de Poitiers ou le Passage des Alpes de Théophile Marion Dumersan : Batilde
- 1807 : Le Panorama de Momus de Désaugiers, Moreau et Francis : Une bouquetière
- 1807 : Le Loup-garou de Maurice Ourry et Francis : Nicole
- 1807 : Les Bateliers du Niémen de Moreau, Francis et Désaugiers : Lisbeth
- 1807 : Le Tocsin de Balisson de Rougemont et Théophile Marion Dumersan : Babet
- 1807 : Romainville ou la Promenade du dimanche de Sewrin et René de Chazet : Françoise, marchande d’oranges
- 1808 : Monsieur Dupinceau ou le Peintre d'enseigne d’Armand Croizette et Antoine Simonnin : Manette
- 1808 : Les Commères ou la Boule de neige de Sewrin et René de Chazet : Victorine
- 1808 : Habits, vieux galons de Sewrin et René de Chazet : Rosine
- 1809 : Monsieur Chose ou la Foire de Pantin de Georges Duval et Théophile Marion Dumersan : Petit Jacques
- 1809 : Jocrisse aux enfers ou l'Insurrection diabolique de Francis et Désaugiers : Mille-Fleurs
- 1809 : Quelle mauvaise tête ! ou Saint-Foix braconnier d’Alphonse Martainville : Sophie
- 1809 : Malherbe de Georges Duval et Pierre-Ange Vieillard : Juliette
- 1809 : Le Petit Candide ou l'Ingénu de Sewrin : Agathe
- 1809 : Un tour de Colalto de Moreau et Henri-François Dumolard : Rosaure
- 1809 : La Paix de Balisson de Rougemont : Marguerite
- 1809 : La Ferme et le Château de Sewrin : Georgette
- 1809 : Coco Pépin ou la Nouvelle Année de Sewrin et René de Chazet : Manette
- 1810 : Les Réjouissances autrichiennes de Sewrin : Louise
- 1810 : Cadet Roussel beau-père de Théophile Marion Dumersan : Manette Fatainville
- 1810 : Les Deux Rôles de Sewrin : Victorine
- 1811 : Les Expédients de Henri-François Dumolard et Paul Auguste Gombault : Adèle
- 1811 : L'Intrigue hussarde de Théophile Marion Dumersan : Sophie
- 1811 : Les Nouvelles Réjouissances ou I'Impromptu de Nanterre de Sewrin : Nanon
- 1811 : Les Orgues de Barbarie de Sewrin et René de Chazet : Amélie
- 1812 : Les Deux Matinées ou les Sœurs de la charité de Théophile Marion Dumersan : Nanette
- 1812 : Vol-au-vent ou le Pâtissier d'Anières de Nicolas Brazier, Lafortelle, Jean-Toussaint Merle et Moreau : Mlle Briochette
- 1812 : La Femme de chambre ou la Vengeance d'un Gascon de Lafortelle, René de Chazet et Moreau : Amélie
- 1816 : Rose et Bleu ou les Deux Barcelonettes de Balisson de Rougemont, Nicolas Brazier et Jean-Toussaint Merle : Thérèse
- 1817 : Préville et Taconnet ou la Comédie sur le boulevard de Jean-Toussaint Merle et Nicolas Brazier : Fanchonnette
- 1817 : Un coup d'œil sur l'année 1816 ou les Trois Sœurs de Survilliers : Pauline ; La Petite Nanette ; Madelon
- 1817 : Figaro et Suzanne de Théophile Marion Dumersan et Nicolas Brazier : Toinette
- 1817 : Le Combat des montagnes ou la Folie-Beaujon d’Eugène Scribe et Henri Dupin : Javotte
- 1817 : Il n'y a plus d'enfants ou la Journée d'un pensionnat de Henri Dupin, Moreau et Pierre Carmouche : Hortense
- 1818 : Un second Théâtre Français ou le Kaléidoscope théâtral de Pierre Carmouche, Henri Dupin, Jules Joseph Gabriel de Lurieu et Moreau : La fille d’honneur
- 1818 : L'École de village ou l'Enseignement mutuel de Théophile Marion Dumersan : Toinon, paysanne
- 1818 : Dorat et Vadé ou les Poètes à la halle de Georges Duval, Théophile Marion Dumersan et Edmond Rochefort : Reinette, marchande de fruits
- 1819 : Angéline ou la Champenoise d’Armand d'Artois et Léon : Rose
- 1819 : Le Vieux Berger ou les Sorciers de village de Nicolas Brazier et Théophile Marion Dumersan : Une servante de ferme
- 1819 : Les Bolivars et les Morillos ou les Amours de Belleville d’Armand d'Artois et Gabriel : Rose
- 1819 : Les Vêpres odéoniennes d’Antoine Simonnin et Armand d’Artois : Omélie
- 1819 : Les Visites à Momus ou le Jour de l'An d’Armand d'Artois, Jules Joseph Gabriel de Lurieu et Francis : Nanette
- 1820 : Le Coin de rue ou le Rempailleur de chaises de Théophile Marion Dumersan et Nicolas Brazier : Mariolle, fruitière
- 1820 : Marie Jobard d’Eugène Scribe : Reinette
- 1820 : Les Amours du Port au Blé de Sewrin et Théophile Marion Dumersan : Victoire
- 1820 : Les Trois Vampires ou le Clair de lune de Nicolas Brazier, Jules Joseph Gabriel de Lurieu et Armand d'Artois : Thérèse
- 1821 : La Marchande de goujons ou les Trois Bossus de Francis et Armand d'Artois : Mme Fraîche-Marée, marchande de poissons
- 1821 : La Campagne de Henri Dupin, Eugène Scribe et Mélesville : Madeleine
- 1821 : Les Moissonneurs de la Beauce ou le Soldat laboureur de Francis, Nicolas Brazier et Théophile Marion Dumersan : Nanette
- 1821 : Le Paria de la rue Percée ou le Mendiant de Moreau et Théophile Marion Dumersan : Néenlair
- 1822 : Les Petits Acteurs ou les Merveilles à la mode de Francis, Nicolas Brazier et Théophile Marion Dumersan : Mme Michon
- 1822 : La Servante justifiée de Nicolas Brazier, Pierre Carmouche et Armand-François Jouslin de La Salle : Julienne
- 1823 : Les Cuisinières de Nicolas Brazier et Théophile Marion Dumersan : Victoire
- 1823 : Le Polichinelle sans le savoir de Francis, Armand d'Artois et Armand-François Jouslin de La Salle : Annette
- 1824 : L'École des béquillards ou Il faut des époux assortis de Théophile Marion Dumersan et Henri Dupin : Mme Jeangille
- 1824 : Le Magasin de masques de Nicolas Brazier, Armand-François Jouslin de La Salle et Francis : Françoise
- 1824 : La Pénélope de la Cité ou le Mentor de la jeunesse de Georges Duval, Edmond Rochefort et Armand-François Jouslin de La Salle : Mme Brisquet
- 1825 : Les Deux Tailleurs ou la Fourniture et la Façon de Ferdinand de Villeneuve, Charles Dupeuty et Armand-François Jouslin de La Salle : Evelina
- 1825 : Le Petit Bossu du Gros-Caillou de Nicolas Brazier et Théophile Marion Dumersan : Mme Paleron
- 1825 : Les Cochers de Théophile Marion Dumersan, Jules Joseph Gabriel de Lurieu et Nicolas Brazier : Chonchette
- 1825 : La Chambre de Suzon de Théophile Marion Dumersan, Pierre Carmouche et Sewrin : Suzon
- 1826 : Les Paysans ou l'Ambition au village de Nicolas Brazier, Théophile Marion Dumersan et Mélesville : Mme Firmin